# 園部四郎
園部 四郎（そのべ しろう、1908年8月8日 - 1987年2月25日）は、ロシア・ソ連研究家。
大阪生まれ。東京外国語学校露語科卒。日ソ協会理事、日本チャイコフスキー協会理事などを務め、戦後はロシア音楽に関する著書を著した。

## 著書
- ソヴェト社会の探求 三一書房 1949
- チャイコフスキー物語 1949 (岩波新書)
- チャイコフスキーの芸術 弘文堂 1951
- ロシアの音楽 筑摩書房 1952
- 母と子の対話 音楽鑑賞のすべて 中央公論社 1957
- ロシア民謡物語 全音楽譜出版社 1958
- ロシア音楽入門 音楽之友社 1958 (音楽新書)
- チャイコフスキー 生涯と作品 音楽之友社 1960

## 共編著
- 赤軍 ナウカ社 1933
- ソヴェトの国民生活 この国民・この生活をどう見るか 松本滋共編 厚文社 1953
- ソ連邦の国民生活 厚文社 1954

## 翻訳
- 北満の樹海と生物 H.バイコフ 大阪屋号書店 1942
- 共産主義の「左翼」小児病 レーニン 人民社 1946
- ソ聯憲法とソ聯民主主義 スターリン 人民社 1946
- 共産主義モラル ペ・ア・シャリア 筑摩書房 1952
- 植民地・従属国の歴史 第1-3 ソ同盟科学アカデミー歴史学研究所、植民地・従属国の歴史部会 三一書房 1953-1954
- プロコフィエフ自伝・評論 西牟田久雄共訳 音楽之友社 1964
- 結婚家庭社会 ソビエト社会の家族のあゆみ エヌ・ソロビエフ 鹿内清厳共訳 駿台社 1965
- ヒトラーの最期 独ソ戦の裏面 ワレンチン・ベレジコフ、エレーナ・ルジェフスカヤ 小林一郎共訳 合同出版 1965 (パピルス双書)
- ピアノ演奏芸術について ゲンリッフ・ネイガウス 音楽之友社 1965
- ソ連経済政策 利潤論争と工業管理 イエ・リーベルマン 合同出版 1966
- 抵抗 北爆の焔のなかをゆく Y.ジューコフ、V.シャラーポフ 吉田弘共訳 恒文社 1967
- 幼児教育について クループスカヤ 新読書社 1969

| スタブアイコン | サブスタブ | この項目は、まだ閲覧者の調べものの参照としては役立たない、人物に関連した書きかけの項目です。この項目を加筆・訂正などしてくださる協力者を求めています（P:人物伝/PJ:人物伝）。 |